# Jan Nepomnjasjtjij
 Jan Aleksandrovitj Nepomnjasjtjij (ryska: Ян Алекса́ндрович Непо́мнящий), född 14 juli 1990 i Brjansk, är en rysk stormästare i schack.
Nepomnjasjtjij är bland annat dubbel rysk mästare (2010 och 2020), Europamästare (2010) och världsmästare i lagschack med Ryssland (2013 och 2019).
I april 2021 segrade han i kandidatturneringen och fick därmed utmana Magnus Carlsen om VM-titeln i november 2021.

## Schackkarriär

### Junior
Nepomnjasjtjij lärde sig spela schack vid fyra års ålder. Han hade tidigt stora framgångar och vann ungdoms-EM för spelare under 10 år (2000) och för under 12 år (2001 och 2002). 2002 vann han också ungdoms-VM för spelare under 12 år före bland andra Magnus Carlsen.
2004 vann han de ryska mästerskapen för spelare under 18 år och 2005 kom han delad tvåa i ungdoms-VM för spelare under 16 år. 2007 kom han tvåa i ungdoms-VM för spelare under 18 år och 2009 tvåa i de ryska juniormästerskapen för spelare under 20 år.

### Senior
Nepomnjasjtjij deltog i de ryska mästerskapen första gången 2004. 2010 vann han tävlingen före Sergej Karjakin, en bedrift han upprepade 2020.
2010 vann han också de individuella Europamästerskapen.
Han kvalificerade sig för spel i världscupen 2011, 2013, 2015 och 2017 men kom aldrig längre än till tredje omgången.
Bland övriga turneringsresultat märks vinst i Aeroflot Open 2015, vinst i Tal Memorial 2016, tvåa i London Chess Classic 2017 samt vinst i Dortmund Sparkassen 2018.
I lagschack har Nepomnjasjtjij representerat Ryssland och bland annat vunnit världsmästerskapen 2013 och 2019.

### Blixt- och snabbschack
Nepomnjasjtjij är en stark blixt- och snabbschackspelare. I snabbschack slutade han tvåa vid världsmästerskapen 2013 och 2015, delad fyra 2016 och trea 2017.
I blixt slutade han delad tvåa vid världsmästerskapen 2013 och 2014, och delad 4 2015 och 2018.

### Match om VM-titeln 2021
Efter sina tidiga framgångar som junior hade Nepomnjasjtjij en långsammare utveckling än de jämnåriga Carlsen och Karjakin. Inte förrän i slutet av 2010-talet slog han sig på allvar in i den yppersta världseliten.
2019 kvalificerade han sig för deltagande i kandidatturneringen 2020-21 genom att komma tvåa i FIDEs Grand Prix-serie.
I kandidatturneringen 2020 ledde Nepomnjasjtjij tillsammans med Maxime Vachier-Lagrave efter halva turneringen när den avbröts på grund av coronaviruspandemin. När turneringen återupptogs 2021 drog Nepomnjasjtjij ifrån och var klar vinnare med en rond kvar att spela.
Titelmatchen mot Carlsen äger rum i Dubai med start 26 november 2021.
Nepomnjasjtjij har tidigare tjänstgjort som sekundant åt Carlsen när Carlsen försvarat sin VM-titel.

### Titlar och ranking
Nepomnjasjtjij blev internationell mästare (IM) 2004 och stormästare (GM) 2007.
Han kom in på topp 100-listan över de högst rankade spelarna i april 2008 och på topp 10-listan i februari 2019.

## Datorspel
Nepomnjasjtjij är också bekant som datorspelare. Han var tidigare halvprofessionell Dota-spelare och har också kommenterat de ryska sändningarna från tävlingar. Han spelar även Hearthstone.